# بطاقة الهوية الفنلندية
بطاقة الهوية (بالفنلندية: henkilökortti) (بالسويدية: identitetskort)، هي إحدى وثيقتين اثنتين من وثائق الهوية الرسمية في فنلندا، والأخرى هي جواز السفر الفنلندي. يمكن لأي مواطن أو مقيم الحصول على بطاقة هوية. سيظهر المواطنون الفنلنديون على البطاقة. وهي متوفرة كبطاقة هوية إلكترونية (بالفنلندية: sähköinen henkilökortti) (بالسويدية: elektroniskt identitetskort)، والتي تتيح تسجيل الدخول إلى خدمات معينة على الإنترنت أو أجهزة الكمبيوتر المحلية أو إضافة توقيعات رقمية إلى مستندات "LibreOffice ODF" أو إنشاء حاويات بتنسيق "DigiDoc" تسمح أيضاً بالتشفير أثناء نقل المحتوى. يتم تطبيق بطاقة الهوية في مركز الشرطة ويتم إصدارها من قِبل الشرطة.
حيازة بطاقة الهوية أو أي وثيقة هوية غير إلزامي في فنلندا، على الرغم من التفاعل مع المسؤولين والشركات، مثل التصويت أو استلام طرد من مكاتب بوستي جروب أو شراء الكحول عندما يشك البائع في أن المشتري أقل من 18 أو 20 عاماً، يمكن أن تكون القيادة صعبة أو مستحيلة بدون بطاقة الهوية أو جواز السفر أو رخصة.
تُستخدم أيضاً رخص القيادة وبطاقات الضمان الاجتماعي "KELA" التي تحمل صورة على نطاق واسع لأغراض التعريف العامة على الرغم من عدم الاعتراف بها رسمياً على هذا النحو. ومع ذلك، فقد أنهت مؤسسة "KELA" ممارسة إصدار بطاقات الضمان الاجتماعي مع صورة حاملها، في حين أصبح من الممكن تضمين معلومات الضمان الاجتماعي في بطاقة الهوية الوطنية.
في تحديد الهوية المحلية غير الإلكترونية، بقيت رخصة القيادة في مكانة رائدة، حيث يتعين على معظم السكان الحصول على ترخيص على أي حال، ورخصة القيادة صالحة لجميع المواقف تقريباً التي تتطلب تحديد هوية شخصية غير إلكترونية.
في بعض الحالات، يتم إصدار بطاقة هوية طارئة، صالحة ما بين 15 يوماً إلى 3 أشهر.

## وثيقة سفر
يمكن استخدام بطاقة الهوية الفنلندية للمواطنين كوثيقة سفر في جميع أنحاء أوروبا (باستثناء بيلاروس و‌روسيا و‌تركيا و‌أوكرانيا) وكذلك أقاليم ما وراء البحار الفرنسية و‌جورجيا. ومع ذلك، نظراً للوائح الفنلندية، يتطلب السفر المباشر للخارج من فنلندا إلى دول خارج الاتحاد الأوروبي / رابطة التجارة الحرة الأوروبية جواز سفر.

## بطاقة الهوية الإلكترونية
تم تقديم البطاقة الإلكترونية في عام 1999 والإصدار الحالي، وهو صالح لمدة 5 سنوات، تم تقديمه في عام 2003. جميع بطاقات الهوية الصادرة اليوم إلكترونية باستثناء بطاقة القاصر والبطاقات المؤقتة.
تم التخطيط لها في البداية كجهاز مصادقة شبكة عامة لاحتياجات المصادقة القوية في القطاعين العام والخاص. لكن في عام 2009، اعتبرت لجنة حكومية البطاقة فاشلة. كان هناك أقل من 300000 بطاقة بحلول عام 2011 من أصل 5.3 مليون نسمة. كان الأساس المنطقي للتقدم بطلب للحصول على البطاقة هو السفر إلى الخارج في الغالب. لم يتبناه سوى بضع عشرات من الخدمات الحكومية، واعتمدها بنك واحد فقط كبطاقة تسجيل دخول إلى "netbank". تُستخدم جميع البنوك في فنلندا معياراً وطنياً يسمى "TUPAS"، والذي يستخدم كلمات مرور لمرة واحدة. توفر البنوك أيضاً مصادقة "TUPAS" للشركات الأخرى التي تدعم الإنترنت. نظراً لأن "TUPAS" لا يتطلب أي أجهزة مخصصة، فإن تكلفة قارئ البطاقة والبطاقة نفسها كانت الأسباب الرئيسية في فشل بطاقة بطاقة الهوية الإلكترونية.
كما أن البطاقة نفسها باهظة الثمن، 51 يورو في عام 2011. كانت التكلفة السابقة لجواز السفر لنفس فترة الصلاحية البالغة 5 سنوات هي نفس تكلفة بطاقة الهوية. في عام 2011، كانت تكلفة جواز السفر 2 يورو فقط. وبالتالي، فإن فترة التسعير والصلاحية كانت أيضاً قريبة جداً من جواز السفر ولم تقدم أي مزايا مقارنة بجواز السفر باستثناء سهولة حملها في محفظة أو حقيبة يد. اعتباراً من عام 2015، تبلغ تكلفة البطاقة 55 يورو مقارنة بـ 48 يورو لجواز السفر (لكلتا الوثيقتين، إذا تم التقدم بطلب عبر الإنترنت، فسيكون هناك خصم 4 يورو).
في عام 2009 أوصت لجنة بإيقاف استخدام بطاقة الهوية. تم إدراج تكاليف تطوير وصيانة خدمة البطاقة والشهادة على أنها مفرطة مقارنة بالاستخدام المحدود الذي شهدته البطاقة. ومع ذلك، اعتباراً من عام 2011، لم يتم اتخاذ أي إجراء بخصوص البطاقة أو شهادة المواطن. أثبتت تجربة بطاقة الهوية الإلكترونية الفنلندية، التي تستند إلى التبني الطوعي ونموذج دفع المستخدمين للتكاليف الكاملة للبطاقات، أنها تجربة مختلفة تماماً عند مقارنتها ببطاقة الهوية الإستونية المجاورة على سبيل المثال.